# Евгений Бареев
Евгений Бареев (на руски: Евгений Ильгизович Бареев) е руски шахматист, международен гросмайстор от 1989 г. Най-високият ЕЛО коефициент постигнат от него е 2739 (октомври 2003). Тогава заема 4-то място, в топ 100 на най-добрите шахматисти в света, в анкетата на ФИДЕ.

## Шахматна кариера
Световен шампион е за юноши до 16 г. за 1982 г. Първенец е на СССР през 1990 г. заедно с шахматистите Белявски, Юдасин и Въжманавин.
Взима участия в редица престижни турнири, на които постига високи резултати. През 1994 г. участва на международен турнир проведен в Тилбург и заема второ място. Благодарение на високите резултати постигнати от него в периода 1987 – 1994 г., е поканен на силния шахматен турнир във Вайк ан Зее, като заема второ място в крайното класиране. През 1999 г. заема второ място в Сараево зад Гари Каспаров. През 2001 г. е втори в Кан. През 2006 г. участието му в турнира „Мемориал Хосе Раул Капабланка“, който се провежда в Хавана, му донася второ място.
През 2005 г. Бареев участва в турнира за Световната купа по шахмат. На него руският шахматист заема пето място, като пред него са само Аронян, Пономарьов, Бакро и Грисчук. Това класиране му дава право, да участва на турнира на кандидатите, проведен през 2007 г. На този турнир Бареев побеждава в първия кръг Юдит Полгар, но във втория губи от унгареца Петер Леко.
Бареев е сред малкото шахматисти, които са играли партии срещу изкуствения интелект. През януари 2003 г. той играе срещу компютърната програма HIARCS в холандския град Маастрихт. Изиграват се четири партии, като крайният резултат е 2:2. Всички партии завършват с реми.

## Турнирни победи
- 1987 – Врънячка баня
- 1989 – Търнава, Москва, Аоста
- 1990 – Дортмунд, Москва
- 1991 – Хейстингс
- 1992 – Хейстингс
- 1993 – Хейстингс (заедно с Юдит Полгар)
- 1994 – Пардубице
- 1995 – Леон (заедно с Алексей Широв)
- 2002 – Вайк ан Зее (на турнира „Корус“)

## Участия на шахматни олимпиади
| Година | Организатор | Отбор | Класиране (отборно) | Дъска         |
| 1990   | Нови Сад    | СССР  | 1                   | Втора резерва |
| 1994   | Москва      | Русия | 1                   | Трета         |
| 1996   | Ереван      | Русия | 1                   | Първа резерва |
| 1998   | Елиста      | Русия | 1                   | Трета         |
| 2006   | Торино      | Русия | 6                   | Първа резерва |

## Участия на световни първенства
| Година | Организатор | Отбор | Класиране (отборно) | Дъска         |
| 1993   | Люцерн      | Русия | 3                   | Трета         |
| 1997   | Люцерн      | Русия | 1                   | Първа         |
| 2005   | Беер Шева   | Русия | 1                   | Първа резерва |

## Участия на европейски първенства
| Година | Организатор | Отбор | Класиране (отборно) | Дъска    |
| 1992   | Дебрецен    | Русия | 1                   | Втора    |
| 1997   | Пула        | Русия | 2                   | Първа    |
| 2003   | Пловдив     | Русия | 1                   | Втора    |
| 2005   | Гьотеборг   | Русия | 14                  | Четвърта |

## Срещу български шахматисти
Този списък е непълен. Съдържа партии, поместени на сайта chessgames.com.
- Евгений Бареев срещу Веселин Топалов
- Евгений Бареев срещу Кирил Георгиев